# Integral de Fresnel

S(x) and C(x) O máximo de C(x) é cerca de 0.977451424. Se πt²/2 fosse usado em vez de t², a imagem estaria escalada verticalmente e horizontalmente (ver abaixo).

Integrais de Fresnel, S(x) e C(x), são duas funções transcendentais, cujo nome advém de Augustin-Jean Fresnel, que são usadas em óptica. Advieram da descrição do fenômeno de difração de Fresnel em campos próximos (sugerido do inglês, near field) e são definidos pelas seguintes representações de integral:
{\displaystyle S(x)=\int _{0}^{x}\sin(t^{2})\,dt,\quad C(x)=\int _{0}^{x}\cos(t^{2})\,dt.}
A simultânea equação paramétrica de S(x) e C(x) é a Espiral de Cornu (também conhecida como clotóide e como espiral de Euler).

## Definição
Os integrais de Fresnel admitem a seguinte série de potências que convergem para todo o x:
{\displaystyle S(x)=\int _{0}^{x}\sin(t^{2})\,dt=\sum _{n=0}^{\infty }(-1)^{n}{\frac {x^{4n+3}}{(2n+1)!(4n+3)}}}
{\displaystyle C(x)=\int _{0}^{x}\cos(t^{2})\,dt=\sum _{n=0}^{\infty }(-1)^{n}{\frac {x^{4n+1}}{(2n)!(4n+1)}}}

Integrais de Fresnel normalizados, S(x) e C(x). Nestas curvas o argumento da função trignométrica é πt^{2}/2, por oposição a t^{2} como acima.

Alguns autores, incluindo Handbook of Mathematical Functions, (eqs 7.3.1 – 7.3.2) usam {\displaystyle {\frac {\pi }{2}}t^{2}} para o argumento dos integrais definindo S(x) e C(x). Para conseguir estas funções, multiplicam os integrais acima por {\displaystyle {\sqrt {\frac {2}{\pi }}}} e multiplicam o argumento x por {\displaystyle ({\frac {\pi }{2}})^{1/2}}.

## Espiral de Cornu

A espiral de Cornu (x, y) = (C(t), S(t)). A espiral converge do centro dos buracos na imagem à medida que t tende para o infinito, positivo ou negativo.

A espiral de Euler, ou Cornu, ou clotóide, é a curva gerada pela equação paramétrica de S(t) por oposição a C(t). A esperial de Cornu foi criada por Marie Alfred Cornu como um nomograma para computação de difrações em ciência e engenharia.
Pela definição dos integrais de Fresnel, os infinitésimais dx e dy são:
{\displaystyle dx=C'(t)dt=\cos(t^{2})dt\,}
{\displaystyle dy=S'(t)dt=\sin(t^{2})dt\,}
Logo o comprimento da esprial medido da origem pode ser expresso como:
{\displaystyle L=\int _{0}^{t}{\sqrt {dx^{2}+dy^{2}}}=\int _{0}^{t}{dt}=t}
Isto é, o parâmetro  t é o comprimento da curva medido da origem (0,0) e a espiral de Cornu tem comprimento infinito. O vector  [cos(t²), sin(t²)], também chamado  vector tangente unitário, ao longo da espiral dá θ =  t². Visto t ser o comprimento da curva, a curvatura {\displaystyle \kappa } pode ser expressa como:
{\displaystyle \kappa ={\tfrac {1}{R}}={\tfrac {d\theta }{dt}}=2t}
E o rácio de modificação da curvatura com respeito ao comprimento da curva é:
{\displaystyle {\tfrac {d^{2}\theta }{dt^{2}}}=2}
Uma espiral de Cornu tem uma propriedade em que a curvatura é, em qualquer ponto, proporcional à distância ao longo da espiral, medida desde a origem. Esta propriedade faz com que seja útil no cálculo da curvatura em engenharia de autoestradas ou caminhos de ferro.
Se um veículo segue a espiral a uma velocidade, o parâmetro  t nas derivações acima também representa o tempo. Isto é o veículo seguindo a espiral em velocidade constante vai ter um valor constante de aceleração angular.
Secções das espirais de Euler são vulgarmente usadas na forma de ciclos de Montanha-russa para fazer o que é conhecido como ciclos verticais (em que os utilizadores são postos de cabeça para baixo na sua viagem após uma subida, seguido de uma descida).

## Propriedades
- C(x) e  S(x) são funções ímpares de x.
- usando a série de potências acima, os integrais de Fresnel podem ser estendidos ao domínios dos números complexos, e tornam-se funções analíticas de uma variável complexa. Os integrais de Fresnel podem ser expresso como Função erro como podemos ver:

{\displaystyle S(x)={\frac {\sqrt {\pi }}{4}}\left({\sqrt {i}}\,\operatorname {erf} ({\sqrt {i}}\,x)+{\sqrt {-i}}\,\operatorname {erf} ({\sqrt {-i}}\,x)\right)}
{\displaystyle C(x)={\frac {\sqrt {\pi }}{4}}\left({\sqrt {-i}}\,\operatorname {erf} ({\sqrt {i}}\,x)+{\sqrt {i}}\,\operatorname {erf} ({\sqrt {-i}}\,x)\right).}
- C e  S são funções inteiras.
- Os integrais definindo C(x) e S(x) não podem ser avaliado em numa expressão fechada em termo de funções elementares, excepto em casos especiais. Os limites desta funções à medida que x se aproxima do infinito são conhecidos:

{\displaystyle \int _{0}^{\infty }\cos t^{2}\,dt=\int _{0}^{\infty }\sin t^{2}\,dt={\frac {\sqrt {2\pi }}{4}}={\sqrt {\frac {\pi }{8}}}.}

### Avaliação

O contorno do setor usado para calcular os limites das integrais de Fresnel

Os limites de C e S à medida que o argumento vai para o infinito podem ser encontrados por métodos de Análise complexa. Isto usa o integral de contorno (sugerido do inglês contour integral da função
{\displaystyle e^{-{\frac {1}{2}}t^{2}}}
à volta da fronteira da região em forma do setor circular no plano complexo criada pelo positivo eixo x, meia linha de y = x, x ≥ 0, e o círculo de raio R centrado na origem.
Como R vai para infinito, o integral ao longo do arco circular tende para 0, o integral ao longo do eixo real tende para o integral gaussiano
{\displaystyle \int _{0}^{\infty }e^{-{\frac {1}{2}}t^{2}}dt={\sqrt {\frac {\pi }{2}}},}
depois de algumas transformações de rotina, o integral ao longo do bi-sector do primeiro quadrante pode ser relacionado com o limite dos integrais de Fresnel.

### Generalização
A integral
{\displaystyle \int x^{m}\exp(ix^{n})dx=\int \sum _{l=0}^{\infty }{\frac {i^{l}x^{m+nl}}{l!}}dx=\sum _{l=0}^{\infty }{\frac {i^{l}}{(m+nl+1)}}{\frac {x^{m+nl+1}}{l!}}}
é uma função hipergeométrica confluente (sugerido do inglês, confluent hypergeometric function) e também uma função de gamma incompleta (sugerido do inglês, incomplete Gamma function).
{\displaystyle \int x^{m}\exp(ix^{n})dx={\frac {x^{m+1}}{m+1}}\,_{1}F_{1}\left({\begin{array}{c}{\frac {m+1}{n}}\\1+{\frac {m+1}{n}}\end{array}}\mid ix^{n}\right)={\frac {1}{n}}i^{(m+1)/n}\gamma ({\frac {m+1}{n}},-ix^{n}),}
que reduz o integral de Fresnel se as suas partes reais ou imaginárias são retiradas:
{\displaystyle \int x^{m}\sin(x^{n})dx={\frac {x^{m+n+1}}{m+n+1}}\,_{1}F_{2}\left({\begin{array}{c}{\frac {1}{2}}+{\frac {m+1}{2n}}\\{\frac {3}{2}}+{\frac {m+1}{2n}},{\frac {3}{2}}\end{array}}\mid -{\frac {x^{2n}}{4}}\right)}.
O termo principal da expansão assintótica é
{\displaystyle _{1}F_{1}\left({\begin{array}{c}{\frac {m+1}{n}}\\1+{\frac {m+1}{n}}\end{array}}\mid ix^{n}\right)\sim {\frac {m+1}{n}}\Gamma ({\frac {m+1}{n}})e^{i\pi (m+1)/(2n)}x^{-m+1}},
logo
{\displaystyle \int _{0}^{\infty }x^{m}\exp(ix^{n})dx={\frac {1}{n}}\Gamma ({\frac {m+1}{n}})e^{i\pi (m+1)/(2n)}},
e em particular
{\displaystyle \int _{0}^{\infty }\sin(x^{a})\ dx={\frac {\Gamma \left({\frac {1}{a}}\right)\sin({\frac {\pi }{2a}})}{a}}}
com o lado esquerdo a convergir para a>1 e o lado direito sendo a sua extensão analítica ao plano inteiro menos onde se encontram os polos de {\displaystyle \Gamma (a^{-1})}.
A transformação de Kummer da função hipergeométrica confluente é
{\displaystyle \int x^{m}\exp(ix^{n})dx=V_{n,m}(x)e^{ix^{n}}}
com
{\displaystyle V_{n,m}:={\frac {x^{m+1}}{m+1}}\,_{1}F_{1}\left({\begin{array}{c}1\\1+{\frac {m+1}{n}}\end{array}}\mid -ix^{n}\right)}.